# Marina Starmans-Gelijns
M.C. (Marina) Starmans-Gelijns (Geldrop, 15 juli 1969) is een Nederlands bestuurskundige, VVD-politica en bestuurster. Sinds 26 september 2023 is zij burgemeester van Etten-Leur.

## Biografie
Starmans-Gelijns is geboren in Geldrop en opgegroeid in Eindhoven. Begin jaren '90 studeerde zij bestuurskunde aan de Erasmus Universiteit Rotterdam. Zij was zelfstandig ondernemer, vervulde diverse functies in het bedrijfsleven en was secretaris van het gerechtsbestuur van de rechtbank ’s-Hertogenbosch. In 2006 werd zij wethouder in Son en Breugel en in 2010 werd zij er gemeenteraadslid.
Starmans-Gelijns ging in 2011 in Dongen aan de slag als wethouder. In 2014 werd ze wethouder in Waalre. Vanaf 2 februari 2015 was zij burgemeester van Dongen. Sinds 26 september 2023 is zij burgemeester van Etten-Leur.
Starmans-Gelijns is getrouwd en heeft een zoon en een dochter.